# Periandre d'Ambràcia
Periandre (en llatí Periander, en grec antic Περίανδρος) fou tirà d'Ambràcia a la segona meitat del segle VII aC.
Era contemporani de Periandre de Corint amb el que estava emparentat, ja que era fill de Gorge, un fill o germà de Cípsel (el pare de Periandre de Corint). L'establiment del seu poder va ser deguda amb seguretat a la política dels cipsèlides d'expansió cap a la costa de la mar Jònica. Periandre va ser enderrocat pel poble a la mort del seu parent de Corint el 585 aC, segons Aristòtil, en una revolta provocada per un insult a un dels seus favorits.